# Rue d'Anjou (Reims)
Pour les articles homonymes, voir Rue d'Anjou (homonymie).
La rue d'Anjou  est une voie de la commune de Reims, située au sein du département de la Marne, en région Grand Est.

## Situation et accès
La rue Anjou dépend administrativement du quartier Centre-ville de Reims, elle est pavée et à sens unique.

## Origine du nom
Elle portait déjà ce nom en 1746 et au XIVe siècle elle était connue comme rue Anzzou.

## Bâtiments remarquables et lieux de mémoire

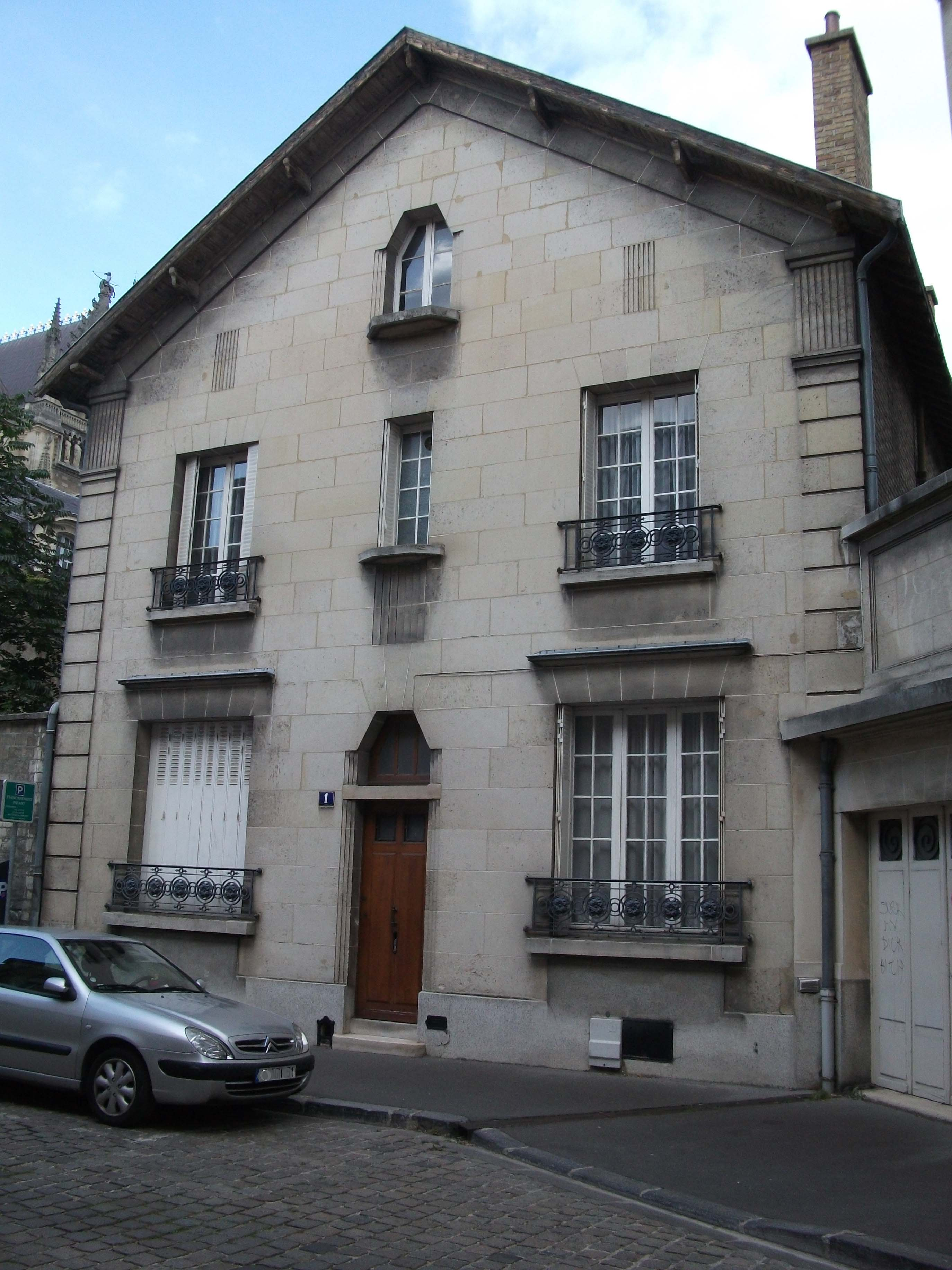
Porte Pourcelette.

La porte de la Pourcelette.